# Diana Körner
Pour les articles homonymes, voir Körner.
Diana Körner, née le 24 septembre 1944 à Wolmirsleben en Saxe-Anhalt en Allemagne, est une actrice allemande. Elle est connue en dehors de l'Allemagne pour son interprétation de la femme prussienne au bébé dans Barry Lyndon, le film de Stanley Kubrick.

## Biographie
Diana Körner suit une formation à l'École d'art dramatique de Westphalie à Bochum. Elle reçoit ensuite en 1964-1965 son premier engagement au théâtre d'Oberhausen. De 1966 à 1969 elle est membre du Schillertheater de Berlin. En 1970, elle épouse le pilote Hubert Hahne. Plus tard, elle apparaît en tant qu'actrice indépendante dans de nombreux théâtres, comme en 1979 au Deutsches Schauspielhaus à Hambourg ou de 1981 à 1983 au Festival de Wurtzbourg. Elle joue également dans de nombreuses productions au cinéma et surtout à la télévision. Un autre aspect de sa carrière est son rôle dans la série télévisée Liebling Kreuzberg, où elle interprète le procureur Rosemarie Monk (deuxième et quatrième saison, où elle n'apparaît cependant que dans un épisode), l'amie de l'avocat Robert Liebling.
Sa fille aînée, Lara Joy (de) (1978), qui vit avec le banquier Michael Büchter, est également actrice. En 1999, Diana Korner et sa fille ont joué ensemble au théâtre municipal franconien-souabe de Dinkelsbühl dans Stella (de) de Goethe. Leur première apparition cinématographique conjointe le fut dans Hotel Mama. En 1975, elle pose nue dans le numéro de mars de Playboy Allemagne.
Elle se remarie en 1980 avec l'acteur Werner Kreindl (en). Leur fille Jenny-Joy naît à Munich en 1982 et devient elle aussi actrice.

## Filmographie sélective
- 1967 : La Main de l'épouvante d’Alfred Vohrer : Myrna Emerson
- 1969 : Nuits blanches à Hambourg (Auf der Reeperbahn nachts um halb eins) de Rolf Olsen : Karin Lauritz
- 1970 : Rouge sang (Rote Sonne) de Rudolf Thome: Christine
- 1971 : Der Kommissar (série télévisée)
- 1975 : Barry Lyndon de Stanley Kubrick : Lischen
- 1978-1994: Le Renard (5 épisodes)
- 1979 : Les Chemins dans la nuit (Wege in der Nacht) de Krzysztof Zanussi
- 1980 : Inspecteur Derrick (épisode 67, Unstillbarer Hunger (La Faim)) : Helga Wichmann
- 1980 : Tatort : Schußfahrt
- 1982 : Tatort : So ein Tag …
- 1982 : Inspecteur Derrick (épisode 90, Eine Rose im Müll (Parfum d'enfer) : Elena Grobmüller
- 1984-1992 : Soko brigade des stups (sept épisodes)
- 1986 : Derrick : Geheimnis im Hochhaus (Les indésirables) (épisode 138) : Madame Hauweg
- 1987-1989 : Liebling Kreuzberg
- 1989 : L'Ami des bêtes
- 1989 : Tatort : Kopflos
- 1988 : L'Enquêteur
- 1989 : Tatort : Schmutzarbeit
- 1993 : Derrick : Die seltsame Sache Liebe (Doris) (épisode 225) : Helene Soske
- 1996 : Derrick : Mädchen im Mondlicht (La jeune fille au clair de lune) (épisode 259) : Anna Schuster
- 1996 : Rosamunde Pilcher : Schneesturm im Frühling (série télévisée)
- 1997 : Tatort : Brüder
- 2004 : In aller Freundschaft
- 2007 : Rosamunde Pilcher : Sieg der Liebe
- 2007 : Rosamunde Pilcher : Flügel der Hoffnung
- 2008 : Inga Lindström (série télévisée) : Hannas Fest
- 2010 : Sacrée famille (Hannas Fest) (téléfilm) de Peter Weissflog : Hanna Marklund
- 2012 : Rosamunde Pilcher : Ungezügelt ins Glück